# Elisabethkerk (Pärnu)
De Elisabethkerk (Estisch: Eliisabeti kirik) is een Lutherse kerk in de stad Pärnu in het zuidwesten van Estland. 
In 1741 schonk de Russische keizerin (tsarin) Elisabeth Petrovna 8.000 roebel voor de bouw van een nieuwe kerk in Pärnu. De bouw startte in 1744 en het gebouw werd voltooid in 1747, onder leiding van de Duitse bouwmeester Güterbock uit Reval (Riga). De spits werd voltooid in 1750.
In 1893 werd het Barokke gebouw uitgebreid met een transept, ontworpen door een andere architect uit Riga, Hauserman. Het altaarstuk (dat de opstanding voorstelt) komt uit Nederland en is in 1854 in Rotterdam 1854 gebouwd. Het orgel dateert uit 1929. In 1995 werd een uitbreiding toegevoegd aan de kerk, ontworpen door Estse architect Ra Luhse.